# Третє монгольське вторгнення до Польщі
Третє монгольське вторгнення до Польщі — військова кампанія монголів 1287—1288 роках, що ставило на меті встановлення зверхності Золотої Орди на Польським королівством. Монголи не змогли захопити жодного значного міста й зрештою відступили. Наслідком стало зникнення ординського поневолення Польщі.

## Передумови
Фактичний правитель Золотої Орди беклярбек Ногай мріяв про розширення власних володінь та впливу. 1280 року він посилає війська на Польщу на чолі з Кончаком, Козеєм і Кубатаном. До них доєдналися князі Лев Галицький, Володимир Волинський і Тройден Литовський. Втім війська сплюндрували Сандомирську землю, повернувшись назад.
1287 року мазовецький князь Болеслав II здійснив набіг на прикордонні землі Волинського князівства. Побоючись удару в спину, монгольське військо, що підійшло до угорських кордонів змінило напрямок походу. У листопаді до Ногая доєдналися князів Русі — Володимира Волинського, Мстислава Луцького, Лева Галицького, Семен Турівський і Роман Чернігівський.
7 грудня 1287 року розпочався напад на Польщу. Північна частина військ під командуванням хана Тула-Буги чисельністю 20 тис. (монголи і русичі) рушила до Сандомирську землю; а південна частина (10 тис.) під проводом Ногая — через Перемишль на Краків. Кампанію монголи мали проводити з великою швидкістю та несподівано, щоб не дати ворогу правильно розподілити свої сили. Після об'єднання двох груп об'єднане військо планувалося пройти через Кельце, Хенціни, Єнджеюв і Мєхув, перш ніж захопити Краків. Після розгрому Польщі монгольські війська мали повернутися на Русь. Лешко II Чорний зміг зібрати 15-тисячне військо.

## Перебіг подій
Північна монгольська армія захопила Люблін, після чого пройшла до Завіхосту, спробувала переправитися через Віслу, але через крихкий лід не змогла цього зробити. Лише по настанні морозів, монголи змогли перебратися на інший берег і вдертися до Сандомирської землі. Тим часом один монгольський загін розорив Мазовецьке князівство. Інший загін намагався підійти до Лисоґурського абатства, а ще один наблизився до міста Турсько. Через кілька днів після невдалої облоги Сандомиру Тула-Буга в битві біля Лагува зазнав тяжкої поразки, внаслідок чого почав відступив. У січні 1288 року хан досяг свого зимового табору біля Львова. При поверненні з походу хан розташував військо по Галицькому князівстві, що обумовило значні втрати місцевого населення (12,5 тис.осіб). В свою чергу Лешко II зі своїм військом прямував до Кракова, щоб підготувати оборону польської столиці.
У свою чергу Ногай, швидко пройшовши південними шляхами Малопольщі, 24 грудня 1287 року почав облогу Кракова, сплюндрувавши навколишні землі Краківщини і та Серадзького князівства, вступаючи в невеликі битви з місцевими польськими загонами, які наступали з міст і замків. Невеликий монгольський загін пішов до Підгаля і спробував його зруйнувати, спалив Подолинець і взяв участь в битві над Дунайцем. Інший, більш великий загін, обложив Старий Сонч. Лешко II відступив до Угорського королівства, де отримав допомогу. Важка облога Старого Сонча вимотала монголів. Цим скористалося угорсько-польське військо, яке атакувала супротивника біля цього міста й здобуло перемогу. Ногай вирішив відступити. Наприкінці січня 1288 року його військо залишило кордони Польщі.

## Підсумки
Ця військова кампанія Золотої Орди виявилася зовсім провальною (вдалося захопити лише декілька міст), що призвело до тактики оборони вже підкорених земель Русі. Внаслідок невдалої кампанії між Ногаєм та ханом виник конфлікт, в результаті у 1290 році Тула-Бугу було вбито.
Для Польщі ординське вторгнення призвело до значних жертв серед населення та завдання економічного удару Малої Польщі та частково Мазовії. В результаті все це сприяло послабленню малопольських правителів й посилення політичної ваги князів Великої Польщі та Куявії, які зуміли зберегти війська та господарський розвиток підвладних земель. З часом саме вони очолили об'єднання Польського королівства.